# دورمان (افغانستان)
دورمان (به لاتین: Durman) یک منطقهٔ مسکونی در افغانستان است که در ولسوالی مایمی واقع شده‌است.